# Kalliapseudes magnus
Kalliapseudes magnus is een naaldkreeftjessoort uit de familie van de Kalliapseudidae. De wetenschappelijke naam van de soort is voor het eerst geldig gepubliceerd in 1956 door Lang.